# Julián Castro
Pour les articles homonymes, voir Castro.
Cet article concerne l'homme politique américain. Pour président du Venezuela en 1858 et 1859, voir Julián Castro Contreras.
Julián Castro, né le 16 septembre 1974 à San Antonio, est un homme politique américain. Membre du Parti démocrate, il est maire de San Antonio entre 2009 et 2014 et secrétaire au Logement et au Développement urbain des États-Unis entre 2014 et 2017 dans l'administration du président Barack Obama. Il est candidat à l'élection présidentielle de 2020 dans le cadre des primaires du Parti démocrate mais se retire de la course le 2 janvier 2020, avant le début officiel des primaires.

## Biographie

### Famille
Sa grand-mère a immigré du Mexique vers les États-Unis à l'âge de six ans (dans les années 1920). Elle a d'abord travaillé en tant que cuisinière et femme de ménage,.
Sa mère, Rosie Castro, d'origine mexicaine, milite dans les années 1970 au sein de La Raza Unida, un parti politique luttant pour les droits civiques des Américano-Mexicains. Elle élève seule ses deux fils,.
Il a un frère jumeau monozygote, Joaquín, qui a suivi les mêmes études que son frère, à Stanford et Harvard, et est élu à la Chambre des représentants depuis 2013.

### Études et formation
En 1996, Castro sort diplômé de l'université Stanford en science politique et en communication. Il est aussi diplômé de la faculté de droit de Harvard en 2000.

### Carrière politique
De 2001 à 2005, Castro est membre du conseil municipal de San Antonio où il représente le 7e district. Castro est alors le plus jeune membre du conseil municipal. Il se présente à l'élection du maire et arrive en tête lors du premier tour en mai 2005. Au second tour, en juin, il est battu par l'ancien juge Phil Hardberger (en).
Castro se représente à l'élection municipale en 2009 et est élu maire avec 56,23 % des voix. Après un premier mandat jugé positivement, il est réélu en 2011 avec 81,44 % des voix, puis une nouvelle fois en 2013, sans rencontrer de réelle opposition.
Considéré comme une étoile montante du Parti démocrate, il est choisi en juillet 2012 pour être l'orateur vedette (keynote speaker) lors de la convention nationale du Parti démocrate de septembre 2012. C'est le premier Latino à être choisi pour ce rôle,. Son discours est considéré comme réussi.
En mai 2014, il est désigné par le président Obama pour devenir secrétaire au Logement et au Développement urbain. Confirmé par le Sénat le 9 juillet suivant par 71 voix contre 26, il démissionne de ses fonctions de maire le 22 juillet, avant de prêter serment comme nouveau secrétaire au Logement le 28 juillet.
Lors de l'élection présidentielle de 2016, il est mentionné comme possible candidat à la vice présidence au côté d'Hillary Clinton, mais celle-ci choisit finalement Tim Kaine. 
Après l'élection présidentielle et la victoire de Donald Trump, il exprime publiquement la possibilité de se présenter à l'élection présidentielle de 2020,. Le 12 janvier 2019, il annonce officiellement sa candidature aux primaires du Parti démocrate. À la traîne dans les sondages, il se retire de la course le 2 janvier 2020. Quatre jours plus tard, il apporte son soutien à Elizabeth Warren.
Le 2 juillet 2024, il fait partie des premières figures du Parti démocrate à appeler le président Joe Biden à se retirer de l'élection présidentielle après son débat manqué face à Donald Trump.

## Publication
- An Unlikely Journey: Waking Up from My American Dream, Little, Brown and Company, 2018[16].